# Torneo Apertura 2024 (Panamá)
El Torneo Apertura 2024, oficialmente llamado por motivo de patrocinio Liga LPF Tigo Apertura 2024 fue la sexagésima edición de la máxima división panameña, siendo el inicio de la temporada 2024. El campeón defensor fue el Club Atlético Independiente luego de obtener su sexto título en el Torneo Clausura 2023 consagrándose tricampeón.
El Tauro FC se consagró campeón del torneo logrando su estrella n°17 luego de vencer 0-2 al CD Plaza Amador en la final, en el reinaugurado Estadio Rommel Fernández Gutiérrez. Con goles de Yilton Díaz y Ángel Díaz.

## Novedades
- El Atlético Chiriquí fue desafiliado de toda competencia federada, luego de no pasar el licenciamiento.
- Veraguas United FC ocupó el cupo dejado por el Atlético Chiriquí (desafiliado), luego que las Águilas de la U (Campeón de la Superfinal de Ascenso), no contará con la "Licencia A" para ascender a LPF.
- El COS Sports Plaza entra como nuevo estadio para la temporada 2024, es la sede del CD Plaza Amador.

## Sistema de competición
El torneo de la Liga Tigo Apertura 2024, está conformado en dos partes:
- Fase de clasificación: Se integra por dos conferencias de seis equipos por 16 jornadas del torneo.
- Fase final: Se integra por los partidos de play-offs, semifinal y final.

### Fase de clasificación
En la fase de clasificación se observará el sistema de puntos. La ubicación en la tabla general está sujeta a lo siguiente:
- Por juego ganado se obtendrán tres puntos.
- Por juego empatado se obtendrá un punto.
- Por juego perdido no se otorgan puntos.

En esta fase participan los 12 clubes de la LPF jugando en dos grupos llamados conferencias durante las 16 jornadas respectivas. 

### Fase final
Los seis clubes mejor ubicados en la tabla de posiciones clasifican a la fase eliminatoria. Los dos primeros tienen derecho a jugar semifinales directamente y a cerrar la serie como local, mientras que los otros cuatro jugarán a partido único un play-off. En caso de un empate en los encuentros, se disputarán tiempos extras; dos tiempos de 15 minutos cada uno. De persistir el resultado, el partido se definirá desde la tanda de los penales.
La primera etapa se desarrolla de la siguiente manera (Play-Offs):
La segunda etapa de la fase final consiste en unas semifinales que se jugarán a partido único. En caso de que la igualdad persista, se procederá a jugar tiempos extras y eventualmente penales. Las semifinales se desarrollarán de la siguiente manera:
En la Final del torneo se reubicarán los clubes de acuerdo a su posición en la tabla. Para determinar el conjunto local y visitante en el juego, respectivamente, para este torneo la final será a partido único y se jugará en el Estadio Rommel Fernández Gutiérrez. En caso de que la igualdad persista, se procederá a jugar tiempos extras y eventualmente penales.

## Equipos participantes

### Equipos por provincias
| Provincia    | N.º | Equipos                                                             |
| ------------ | --- | ------------------------------------------------------------------- |
| Panamá       | 5   | Alianza FC, CD Plaza Amador, Potros del Este, Sporting SM, Tauro FC |
| Panamá Oeste | 2   | CA Independiente, San Francisco FC                                  |
| Veraguas     | 2   | Umecit FC, Veraguas United FC                                       |
| Coclé        | 1   | CD Universitario                                                    |
| Colón        | 1   | Deportivo Árabe Unido                                               |
| Herrera      | 1   | Herrera FC                                                          |
| Total        | 12  |                                                                     |

### Información de los equipos participantes
| Equipo                 | Entrenador            | Ciudad                    | Estadio                   | Capacidad | Patrocinador                                                              | Kit          |
| ---------------------- | --------------------- | ------------------------- | ------------------------- | --------- | ------------------------------------------------------------------------- | ------------ |
| Alianza                | Eduameth Nimbley      | Panamá, Panamá            | Javier Cruz García        | 700       | 2 patrocinadores ShowTime Clinilab Panamá                                 | Keuka        |
| Árabe Unido            | Francisco Perlo       | Colón, Colón              | Agustín "Muquita" Sánchez | 3 000     | 2 patrocinadores Kendall Motor Oil AguAseo                                | Kelme        |
| Atlético Independiente | Franklin Narváez      | La Chorrera, Panamá Oeste | Agustín "Muquita" Sánchez | 3 000     | 2 patrocinadores Altos De La Pradera Gulf                                 | Everlast     |
| Herrera                | Ausberto Valencia     | Chitré, Herrera           | Los Milagros              | 1 000     | 2 patrocinadores Varela Hermanos S.A. Joyería & Casa de Empeño el Tesoro  | Strik3r      |
| Plaza Amador           | Mario Méndez          | Panamá, Panamá            | COS Sports Plaza          | 1 100     | Sportium                                                                  | Keuka        |
| Potros del Este        | Jhon Cagua            | Panamá, Panamá            | Javier Cruz García        | 700       | Thomas Jefferson School                                                   | Keuka        |
| San Francisco          | Gary Stempel          | La Chorrera, Panamá Oeste | Agustín "Muquita" Sánchez | 3 000     | TicketMore                                                                | Valor        |
| Sporting San Miguelito | Jair Palacios         | San Miguelito, Panamá     | Los Andes                 | 1 450     | 2 patrocinadores Sparkle Power S.A. (Local) Agrícola Chispita (Visitante) | Spirits      |
| Tauro                  | Felipe Baloy          | Panamá, Panamá            | Rommel Fernández          | 32 450    | 2 patrocinadores Terpel Aceti-Oxígeno,S.A                                 | Patrick      |
| Universitario          | José "Chalate" Torres | Penonomé, Coclé           | Universidad Latina        | 3 500     | 3 patrocinadores Universidad Latina The Oxford School Banco LAFISE        | Sheffy       |
| Umecit                 | Miguel Corral         | Atalaya, Veraguas         | Rafael Rodríguez          | 500       | UMECIT                                                                    | Bandera de ? |
| Veraguas United        | Marcos Pimentel       | Santiago, Veraguas        | Rafael Rodríguez          | 500       | 4 patrocinadores Super Carnes El Granjero Deli Grecia DUPROC Arq. & Const | WOLF         |

Datos actualizados al 26 de marzo de 2024.
- Nota: (*)  Los equipos utilizaron dichos estadios sólo por este torneo.

### Cambios de entrenadores
| Equipo        | Entrenador saliente | Fecha de salida         | Jornada dirigida | Tipo de despido    | Reemplazado por              | Fecha de llegada        |
| ------------- | ------------------- | ----------------------- | ---------------- | ------------------ | ---------------------------- | ----------------------- |
| Plaza Amador  | Ameth De León       | 29 de octubre de 2023   | (Pretemporada)   | Renuncia           | Mario Méndez                 | 13 de diciembre de 2023 |
| CD del Este   | Ángel Sánchez       | 29 de octubre de 2023   | (Pretemporada)   | Mutuo acuerdo      | Jhon Cagua                   | 1 de diciembre de 2023  |
| Umecit        | Javier Torres       | 8 de noviembre de 2023  | (Pretemporada)   | Fin de interinidad | Miguel Corral                | 27 de noviembre de 2023 |
| Universitario | Julio Infante       | 14 de noviembre de 2023 | (Pretemporada)   | Fin de contrato    | Javier Miller                | 15 de noviembre de 2023 |
| Universitario | Javier Miller       | 18 de abril de 2024     | (1-13)           | Mutuo acuerdo      | José Torres                  | 19 de abril de 2024     |
| Herrera       | Miguel Corral       | 25 de noviembre de 2023 | (Pretemporada)   | Renuncia           | Fabián Torres                | 12 de diciembre de 2023 |
| Herrera       | Fabián Torres       | 5 de febrero de 2023    | (1-3)            | Renuncia           | Ausberto Valencia (interino) | 5 de febrero de 2023    |
| Alianza       | Jair Palacios       | 9 de diciembre de 2023  | (Pretemporada)   | Fin de contrato    | Eduameth Nimbley             | 17 de diciembre de 2023 |
| Sporting SM   | David Dóniga        | 15 de diciembre de 2023 | (Pretemporada)   | Mutuo Acuerdo      | Jair Palacios                | 19 de diciembre de 2023 |
| Árabe Unido   | Alberto Valencia    | 26 de marzo de 2023     | (1-10)           | Renuncia           | Francisco Perlo              | 26 de marzo de 2023     |

## Fase de Clasificación

### Conferencia Este
| Pos. | Equipo             | Pts. | PJ | G | E | P  | GF | GC | Dif. | Notas                                  |
| ---- | ------------------ | ---- | -- | - | - | -- | -- | -- | ---- | -------------------------------------- |
| 1    | C. D. del Este     | 29   | 16 | 8 | 5 | 3  | 22 | 16 | +6   | Acceso directo a las semifinales.      |
| 2    | Tauro F. C.        | 28   | 16 | 8 | 4 | 4  | 21 | 11 | +10  | Acceso a los play-offs de semifinales. |
| 3    | C. D. Plaza Amador | 26   | 16 | 8 | 2 | 6  | 21 | 17 | +4   | Acceso a los play-offs de semifinales. |
| 4    | Alianza F. C.      | 23   | 16 | 6 | 5 | 5  | 17 | 19 | −2   |                                        |
| 5    | Sporting S. M.     | 20   | 16 | 5 | 5 | 6  | 16 | 19 | −3   |                                        |
| 6    | C. D. Árabe Unido  | 10   | 16 | 2 | 4 | 10 | 13 | 27 | −14  | Último lugar.                          |

Actualizado a los partidos jugados el 2 de mayo de 2024.
 Fuente: LPF, Soccerway.
Notas:
1. ↑  El partido contra el Árabe Unido le fue dado por perdido 0 a 3 por incumplir el reglamento (alineación indebida).
2. ↑  El partido contra el Sporting SM le fue dado por ganado 0 a 3 por incumplir el reglamento (alineación indebida).

### Conferencia Oeste
| Pos. | Equipo                | Pts. | PJ | G | E | P  | GF | GC | Dif. | Notas                                  |
| ---- | --------------------- | ---- | -- | - | - | -- | -- | -- | ---- | -------------------------------------- |
| 1    | San Francisco F. C.   | 31   | 16 | 9 | 4 | 3  | 18 | 14 | +4   | Acceso directo a las semifinales.      |
| 2    | Herrera F. C.         | 25   | 16 | 7 | 4 | 5  | 28 | 23 | +5   | Acceso a los play-offs de semifinales. |
| 3    | C. A. Independiente   | 24   | 16 | 7 | 3 | 6  | 24 | 16 | +8   | Acceso a los play-offs de semifinales. |
| 4    | Umecit F. C.          | 20   | 16 | 5 | 5 | 6  | 13 | 15 | −2   |                                        |
| 5    | C. D. Universitario   | 18   | 16 | 4 | 6 | 6  | 18 | 23 | −5   |                                        |
| 6    | Veraguas United F. C. | 9    | 16 | 2 | 3 | 11 | 20 | 31 | −11  | Último lugar.                          |

Actualizado a los partidos jugados el 2 de mayo de 2024.
 Fuente: LPF, Soccerway.
| Simbología |
| --- |
| Pos – Posición; PJ – Partidos Jugados; PG - Partidos Ganados; PE - Partidos Empatados; PP - Partidos Perdidos; GF – Goles a Favor; GC – Goles en Contra; DIF – Diferencia de Goles; PTS - Puntos. |

### Evolución de la clasificación
Conferencia Este 
| Jornadas           | 01 | 02 | 03 | 04 | 05 | 06 | 07 | 08 | 09 | 10 | 11 | 12 | 13 | 14 | 15 | 16 |
| Equipos            |    |    |    |    |    |    |    |    |    |    |    |    |    |    |    |    |
| ------------------ | -- | -- | -- | -- | -- | -- | -- | -- | -- | -- | -- | -- | -- | -- | -- | -- |
| C. D. del Este     | 5  | 5  | 3  | 5  | 3  | 1  | 3  | 2  | 1  | 1  | 2  | 1  | 1  | 2  | 1  | 1  |
| C. D. Plaza Amador | 2  | 1  | 1  | 1  | 1  | 3* | 4* | 1  | 2  | 2  | 1  | 2  | 2  | 3  | 3  | 3  |
| Tauro F. C.        | 4  | 4  | 2  | 2  | 5  | 4  | 2  | 3  | 3  | 3  | 3  | 3  | 3  | 1  | 2  | 2  |
| Alianza F. C.      | 3  | 2  | 4  | 3  | 2  | 2  | 1  | 4  | 4  | 4  | 4  | 4  | 4  | 4  | 4  | 4  |
| Sporting S. M.     | 6  | 6  | 6  | 6  | 6  | 6  | 6  | 6  | 6  | 6  | 6  | 5  | 5  | 5  | 5  | 5  |
| C. D. Árabe Unido  | 1  | 3  | 5  | 4  | 4  | 5  | 5  | 5  | 5  | 5  | 5  | 6  | 6  | 6  | 6  | 6  |

 Conferencia Oeste 
| Jornadas            | 01 | 02 | 03 | 04 | 05 | 06 | 07 | 08 | 09 | 10 | 11 | 12 | 13 | 14 | 15 | 16 |
| Equipos             |    |    |    |    |    |    |    |    |    |    |    |    |    |    |    |    |
| ------------------- | -- | -- | -- | -- | -- | -- | -- | -- | -- | -- | -- | -- | -- | -- | -- | -- |
| San Francisco F. C. | 3  | 5  | 5  | 5  | 5  | 4  | 5  | 3  | 2  | 2  | 1  | 1  | 1  | 1  | 1  | 1  |
| Herrera F. C.       | 1  | 3  | 3  | 3  | 4  | 5  | 2  | 4  | 3  | 3  | 2  | 2  | 2  | 2  | 2  | 2  |
| C. A. Independiente | 2  | 1  | 1  | 1  | 1  | 2* | 3* | 2  | 4  | 5  | 4  | 4  | 3  | 3  | 3  | 3  |
| Umecit F. C.        | 5  | 2  | 2  | 4  | 2  | 1  | 1  | 1  | 1  | 1  | 3  | 3  | 4  | 4  | 4  | 4  |
| C. D. Universitario | 4  | 4  | 4  | 2  | 3  | 3  | 4  | 5  | 5  | 4  | 5  | 5  | 5  | 5  | 5  | 5  |
| Veraguas United     | 6  | 6  | 6  | 6  | 6  | 6  | 6  | 6  | 6  | 6  | 6  | 6  | 6  | 6  | 6  | 6  |

Nota: (*) Indica la posición del equipo con un partido pendiente.

### Tabla de posiciones
| Pos. | Equipo                | Pts. | PJ | G | E | P  | GF | GC | Dif. | Notas            |
| ---- | --------------------- | ---- | -- | - | - | -- | -- | -- | ---- | ---------------- |
| 1    | San Francisco F. C.   | 31   | 16 | 9 | 4 | 3  | 18 | 14 | +4   | Líder del torneo |
| 2    | Potros del Este       | 29   | 16 | 8 | 5 | 3  | 22 | 16 | +6   |                  |
| 3    | Tauro F. C.           | 28   | 16 | 8 | 4 | 4  | 21 | 11 | +10  |                  |
| 4    | Herrera F. C.         | 25   | 16 | 7 | 4 | 5  | 28 | 23 | +5   |                  |
| 5    | C. D. Plaza Amador    | 26   | 16 | 8 | 2 | 6  | 21 | 17 | +4   |                  |
| 6    | Alianza F. C.         | 23   | 16 | 6 | 5 | 5  | 17 | 19 | −2   |                  |
| 7    | C. A. Independiente   | 24   | 16 | 7 | 3 | 6  | 24 | 16 | +8   |                  |
| 8    | Umecit F. C.          | 20   | 16 | 5 | 5 | 6  | 13 | 15 | −2   |                  |
| 9    | Sporting S. M.        | 20   | 16 | 5 | 5 | 6  | 16 | 19 | −3   |                  |
| 10   | C. D. Universitario   | 18   | 16 | 4 | 6 | 6  | 18 | 23 | −5   |                  |
| 11   | Deportivo Árabe Unido | 10   | 16 | 2 | 4 | 10 | 13 | 27 | −14  |                  |
| 12   | Veraguas United F. C. | 9    | 16 | 2 | 3 | 11 | 20 | 31 | −11  | Último lugar.    |

Actualizado a los partidos jugados el 2 de mayo de 2024.
 Fuente: Liga Panameña de Fútbol.
Notas:
1. ↑  El partido contra el Árabe Unido le fue dado por perdido 0 a 3 por incumplir el reglamento (alineación indebida).
2. ↑  El partido contra el Sporting SM le fue dado por ganado 0 a 3 por incumplir el reglamento (alineación indebida).

## Resultados

### Jornadas
- Los horarios son correspondientes al tiempo de Ciudad de Panamá (UTC-5)
- Puedes mirar el calendario completo aquí

| Jornada 1          | Jornada 1 | Jornada 1       | Jornada 1                 | Jornada 1   | Jornada 1 | Jornada 1                    | Jornada 1 | Jornada 1 | Jornada 1 |
| ------------------ | --------- | --------------- | ------------------------- | ----------- | --------- | ---------------------------- | --------- | --------- | --------- |
| Conferencia Este   |           |                 |                           |             |           |                              |           |           |           |
| Local              | Resultado | Visitante       | Estadio                   | Fecha       | Hora      | TV                           |           |           |           |
| Alianza            | 1 - 0     | Tauro           | Javier Cruz               | 20 de enero | 16:00     |                              |           |           |           |
| Sporting SM        | 0 - 3     | Árabe Unido     | Los Andes                 | 20 de enero | 20:30     |                              |           |           |           |
| Plaza Amador       | 3 - 1     | Potros del Este | Javier Cruz               | 21 de enero | 16:00     | Archivo:Tigo Sports logo.svg |           |           |           |
| Conferencia Oeste  |           |                 |                           |             |           |                              |           |           |           |
| Local              | Resultado | Visitante       | Estadio                   | Fecha       | Hora      | TV                           |           |           |           |
| Universitario      | 1 - 1     | Independiente   | Universidad Latina        | 19 de enero | 20:00     | Archivo:Tigo Sports logo.svg |           |           |           |
| San Francisco      | 0 - 0     | Umecit          | Agustín "Muquita" Sánchez | 20 de enero | 18:15     | Archivo:Tigo Sports logo.svg |           |           |           |
| Veraguas United    | 0 - 2     | Herrera         | Atalaya                   | 21 de enero | 18:15     | Archivo:Tigo Sports logo.svg |           |           |           |
| Total de goles: 13 |           |                 |                           |             |           |                              |           |           |           |

| Jornada 2          | Jornada 2 | Jornada 2     | Jornada 2                 | Jornada 2   | Jornada 2 | Jornada 2                    | Jornada 2 | Jornada 2 | Jornada 2 |
| ------------------ | --------- | ------------- | ------------------------- | ----------- | --------- | ---------------------------- | --------- | --------- | --------- |
| Conferencia Este   |           |               |                           |             |           |                              |           |           |           |
| Local              | Resultado | Visitante     | Estadio                   | Fecha       | Hora      | TV                           |           |           |           |
| Potros del Este    | 1 - 1     | Alianza       | Javier Cruz García        | 27 de enero | 16:00     | Archivo:Tigo Sports logo.svg |           |           |           |
| Sporting SM        | 1 - 1     | Plaza Amador  | Los Andes                 | 27 de enero | 20:30     | Archivo:Tigo Sports logo.svg |           |           |           |
| Árabe Unido        | 0 - 2     | Tauro         | Agustín "Muquita" Sánchez | 28 de enero | 16:00     |                              |           |           |           |
| Conferencia Oeste  |           |               |                           |             |           |                              |           |           |           |
| Local              | Resultado | Visitante     | Estadio                   | Fecha       | Hora      | TV                           |           |           |           |
| San Francisco      | 1 - 1     | Universitario | Agustín "Muquita" Sánchez | 26 de enero | 20:00     | Archivo:Tigo Sports logo.svg |           |           |           |
| Umecit             | 3 - 2     | Herrera       | Atalaya                   | 27 de enero | 18:15     |                              |           |           |           |
| Veraguas United    | 1 - 2     | Independiente | Atalaya                   | 28 de enero | 18:15     | Archivo:Tigo Sports logo.svg |           |           |           |
| Total de goles: 16 |           |               |                           |             |           |                              |           |           |           |

| Jornada 3          | Jornada 3 | Jornada 3       | Jornada 3                 | Jornada 3    | Jornada 3 | Jornada 3                    | Jornada 3 | Jornada 3 | Jornada 3 |
| ------------------ | --------- | --------------- | ------------------------- | ------------ | --------- | ---------------------------- | --------- | --------- | --------- |
| Conferencia Este   |           |                 |                           |              |           |                              |           |           |           |
| Local              | Resultado | Visitante       | Estadio                   | Fecha        | Hora      | TV                           |           |           |           |
| Alianza            | 0 - 2     | Plaza Amador    | Javier Cruz               | 3 de febrero | 16:00     | Archivo:Tigo Sports logo.svg |           |           |           |
| Tauro              | 1 - 0     | Sporting SM     | Javier Cruz               | 4 de febrero | 16:00     | Archivo:Tigo Sports logo.svg |           |           |           |
| Árabe Unido        | 0 - 1     | Potros del Este | Agustín "Muquita" Sánchez | 4 de febrero | 20:30     |                              |           |           |           |
| Conferencia Oeste  |           |                 |                           |              |           |                              |           |           |           |
| Local              | Resultado | Visitante       | Estadio                   | Fecha        | Hora      | TV                           |           |           |           |
| Independiente      | 3 - 0     | San Francisco   | Agustín "Muquita" Sánchez | 3 de febrero | 18:15     | Archivo:Tigo Sports logo.svg |           |           |           |
| Herrera            | 3 - 3     | Universitario   | Los Milagros              | 3 de febrero | 20:30     |                              |           |           |           |
| Umecit             | 1 - 1     | Veraguas United | Atalaya                   | 4 de febrero | 18:15     | Archivo:Tigo Sports logo.svg |           |           |           |
| Total de goles: 15 |           |                 |                           |              |           |                              |           |           |           |

| Jornada 4          | Jornada 4 | Jornada 4       | Jornada 4                 | Jornada 4    | Jornada 4 | Jornada 4                    | Jornada 4 | Jornada 4 | Jornada 4 |
| ------------------ | --------- | --------------- | ------------------------- | ------------ | --------- | ---------------------------- | --------- | --------- | --------- |
| Conferencia Este   |           |                 |                           |              |           |                              |           |           |           |
| Local              | Resultado | Visitante       | Estadio                   | Fecha        | Hora      | TV                           |           |           |           |
| Potros del Este    | 1 - 1     | Tauro           | Javier Cruz               | 7 de febrero | 16:00     | Archivo:Tigo Sports logo.svg |           |           |           |
| Sporting SM        | 2 - 3     | Alianza         | Los Andes                 | 7 de febrero | 18:15     |                              |           |           |           |
| Árabe Unido        | 2 - 0     | Plaza Amador    | Agustín "Muquita" Sánchez | 8 de febrero | 20:30     | Archivo:Tigo Sports logo.svg |           |           |           |
| Conferencia Oeste  |           |                 |                           |              |           |                              |           |           |           |
| Local              | Resultado | Visitante       | Estadio                   | Fecha        | Hora      | TV                           |           |           |           |
| Herrera            | 1 - 1     | Independiente   | Los Milagros              | 6 de febrero | 18:00     | Archivo:Tigo Sports logo.svg |           |           |           |
| San Francisco      | 2 - 1     | Veraguas United | Agustín "Muquita" Sánchez | 7 de febrero | 20:30     |                              |           |           |           |
| Universitario      | 1 - 0     | Umecit          | Universidad Latina        | 8 de febrero | 20:30     | Archivo:Tigo Sports logo.svg |           |           |           |
| Total de goles: 15 |           |                 |                           |              |           |                              |           |           |           |

| Jornada 5          | Jornada 5 | Jornada 5     | Jornada 5                 | Jornada 5     | Jornada 5 | Jornada 5                    | Jornada 5 | Jornada 5 | Jornada 5 |
| ------------------ | --------- | ------------- | ------------------------- | ------------- | --------- | ---------------------------- | --------- | --------- | --------- |
| Conferencia Este   |           |               |                           |               |           |                              |           |           |           |
| Local              | Resultado | Visitante     | Estadio                   | Fecha         | Hora      | TV                           |           |           |           |
| Potros del Este    | 1 - 0     | Sporting SM   | Javier Cruz               | 17 de febrero | 16:00     |                              |           |           |           |
| Tauro              | 0 - 1     | Plaza Amador  | Los Andes                 | 17 de febrero | 18:15     |                              |           |           |           |
| Alianza            | 2 - 2     | Árabe Unido   | Javier Cruz               | 18 de febrero | 16:00     | Archivo:Tigo Sports logo.svg |           |           |           |
| Conferencia Oeste  |           |               |                           |               |           |                              |           |           |           |
| Local              | Resultado | Visitante     | Estadio                   | Fecha         | Hora      | TV                           |           |           |           |
| San Francisco      | 2 - 2     | Herrera       | Agustín "Muquita" Sánchez | 16 de febrero | 20:00     | Archivo:Tigo Sports logo.svg |           |           |           |
| Independiente      | 1 - 2     | Umecit        | Agustín "Muquita" Sánchez | 17 de febrero | 20:30     | Archivo:Tigo Sports logo.svg |           |           |           |
| Veraguas United    | 1 - 1     | Universitario | Atalaya                   | 18 de febrero | 18:15     | Archivo:Tigo Sports logo.svg |           |           |           |
| Total de goles: 15 |           |               |                           |               |           |                              |           |           |           |

| Jornada 6          | Jornada 6 | Jornada 6       | Jornada 6                 | Jornada 6     | Jornada 6 | Jornada 6                    | Jornada 6 | Jornada 6 | Jornada 6 |
| ------------------ | --------- | --------------- | ------------------------- | ------------- | --------- | ---------------------------- | --------- | --------- | --------- |
| Interconferencias  |           |                 |                           |               |           |                              |           |           |           |
| Local              | Resultado | Visitante       | Estadio                   | Fecha         | Hora      | TV                           |           |           |           |
| Herrera            | 1 - 2     | Alianza         | Los Milagros              | 23 de febrero | 20:00     |                              |           |           |           |
| Árabe Unido        | 0 - 0     | San Francisco   | Javier Cruz               | 24 de febrero | 16:00     | Archivo:Tigo Sports logo.svg |           |           |           |
| Umecit             | 1 - 0     | Sporting SM     | Atalaya                   | 24 de febrero | 18:15     | Archivo:Tigo Sports logo.svg |           |           |           |
| Universitario      | 1 - 3     | Potros del Este | Universidad Latina        | 24 de febrero | 20:30     | Archivo:Tigo Sports logo.svg |           |           |           |
| Tauro              | 2 - 1     | Veraguas United | Javier Cruz               | 25 de febrero | 16:00     |                              |           |           |           |
| Independiente      | 0 - 1     | Plaza Amador    | Agustín "Muquita" Sánchez | 12 de marzo   | 20:00     | Archivo:Tigo Sports logo.svg |           |           |           |
| Total de goles: 12 |           |                 |                           |               |           |                              |           |           |           |

| Jornada 7          | Jornada 7 | Jornada 7     | Jornada 7                 | Jornada 7  | Jornada 7 | Jornada 7                    | Jornada 7 | Jornada 7 | Jornada 7 |
| ------------------ | --------- | ------------- | ------------------------- | ---------- | --------- | ---------------------------- | --------- | --------- | --------- |
| Interconferencias  |           |               |                           |            |           |                              |           |           |           |
| Local              | Resultado | Visitante     | Estadio                   | Fecha      | Hora      | TV                           |           |           |           |
| Alianza            | 1 - 0     | Universitario | Javier Cruz               | 2 de marzo | 16:00     |                              |           |           |           |
| Plaza Amador       | 1 - 2     | Herrera       | Los Andes                 | 2 de marzo | 18:15     | Archivo:Tigo Sports logo.svg |           |           |           |
| Veraguas United    | 3 - 2     | Árabe Unido   | Atalaya                   | 2 de marzo | 20:30     | Archivo:Tigo Sports logo.svg |           |           |           |
| Potros del Este    | 0 - 0     | Umecit        | Javier Cruz               | 3 de marzo | 16:00     |                              |           |           |           |
| San Francisco      | 0 - 3     | Tauro         | Agustín "Muquita" Sánchez | 3 de marzo | 18:15     | Archivo:Tigo Sports logo.svg |           |           |           |
| Sporting SM        | 1 - 0     | Independiente | Los Andes                 | 4 de marzo | 20:00     | Archivo:Tigo Sports logo.svg |           |           |           |
| Total de goles: 13 |           |               |                           |            |           |                              |           |           |           |

| Jornada 8          | Jornada 8 | Jornada 8       | Jornada 8                 | Jornada 8   | Jornada 8 | Jornada 8                    | Jornada 8 | Jornada 8 | Jornada 8 |
| ------------------ | --------- | --------------- | ------------------------- | ----------- | --------- | ---------------------------- | --------- | --------- | --------- |
| Interconferencias  |           |                 |                           |             |           |                              |           |           |           |
| Local              | Resultado | Visitante       | Estadio                   | Fecha       | Hora      | TV                           |           |           |           |
| Sporting SM        | 0 - 1     | San Francisco   | Los Andes                 | 8 de marzo  | 20:00     |                              |           |           |           |
| Herrera            | 1 - 2     | Potros del Este | Virgilio Tejeira          | 9 de marzo  | 16:00     |                              |           |           |           |
| Independiente      | 5 - 1     | Alianza         | Agustín "Muquita" Sánchez | 9 de marzo  | 18:15     | Archivo:Tigo Sports logo.svg |           |           |           |
| Universitario      | 2 - 2     | Tauro           | Universidad Latina        | 9 de marzo  | 20:30     | Archivo:Tigo Sports logo.svg |           |           |           |
| Umecit             | 0 - 0     | Árabe Unido     | Atalaya                   | 10 de marzo | 16:00     | Archivo:Tigo Sports logo.svg |           |           |           |
| Plaza Amador       | 2 - 1     | Veraguas United | Los Andes                 | 10 de marzo | 18:15     | Archivo:Tigo Sports logo.svg |           |           |           |
| Total de goles: 17 |           |                 |                           |             |           |                              |           |           |           |

| Jornada 9          | Jornada 9 | Jornada 9       | Jornada 9                 | Jornada 9   | Jornada 9 | Jornada 9                    | Jornada 9 | Jornada 9 | Jornada 9 |
| ------------------ | --------- | --------------- | ------------------------- | ----------- | --------- | ---------------------------- | --------- | --------- | --------- |
| Interconferencias  |           |                 |                           |             |           |                              |           |           |           |
| Local              | Resultado | Visitante       | Estadio                   | Fecha       | Hora      | TV                           |           |           |           |
| San Francisco      | 2 - 0     | Plaza Amador    | Agustín "Muquita" Sánchez | 15 de marzo | 20:00     |                              |           |           |           |
| Alianza            | 0 - 1     | Umecit          | Javier Cruz               | 16 de marzo | 16:00     | Archivo:Tigo Sports logo.svg |           |           |           |
| Independiente      | 0 - 1     | Potros del Este | Agustín "Muquita" Sánchez | 16 de marzo | 18:15     |                              |           |           |           |
| Árabe Unido        | 0 - 2     | Universitario   | Los Andes                 | 16 de marzo | 20:30     | Archivo:Tigo Sports logo.svg |           |           |           |
| Tauro              | 1 - 2     | Herrera         | Javier Cruz               | 17 de marzo | 16:00     | Archivo:Tigo Sports logo.svg |           |           |           |
| Veraguas United    | 1 - 1     | Sporting SM     | Atalaya                   | 17 de marzo | 18:15     | Archivo:Tigo Sports logo.svg |           |           |           |
| Total de goles: 11 |           |                 |                           |             |           |                              |           |           |           |

| Jornada 10         | Jornada 10 | Jornada 10      | Jornada 10                | Jornada 10  | Jornada 10 | Jornada 10                   | Jornada 10 | Jornada 10 | Jornada 10 |
| ------------------ | ---------- | --------------- | ------------------------- | ----------- | ---------- | ---------------------------- | ---------- | ---------- | ---------- |
| Interconferencias  |            |                 |                           |             |            |                              |            |            |            |
| Local              | Resultado  | Visitante       | Estadio                   | Fecha       | Hora       | TV                           |            |            |            |
| San Francisco      | 1 - 0      | Alianza         | Agustín "Muquita" Sánchez | 22 de marzo | 20:00      | Archivo:Tigo Sports logo.svg |            |            |            |
| Tauro              | 1 - 0      | Independiente   | Javier Cruz               | 23 de marzo | 16:00      | Archivo:Tigo Sports logo.svg |            |            |            |
| Herrera            | 3 - 0      | Árabe Unido     | Atalaya                   | 23 de marzo | 18:15      |                              |            |            |            |
| Sporting SM        | 1 - 1      | Universitario   | Los Andes                 | 23 de marzo | 20:30      |                              |            |            |            |
| Potros del Este    | 2 - 1      | Veraguas United | Javier Cruz               | 24 de marzo | 16:00      | Archivo:Tigo Sports logo.svg |            |            |            |
| Plaza Amador       | 3 - 1      | Umecit          | Los Andes                 | 24 de marzo | 18:15      | Archivo:Tigo Sports logo.svg |            |            |            |
| Total de goles: 14 |            |                 |                           |             |            |                              |            |            |            |

| Jornada 11         | Jornada 11 | Jornada 11      | Jornada 11         | Jornada 11 | Jornada 11 | Jornada 11                   | Jornada 11 | Jornada 11 | Jornada 11 |
| ------------------ | ---------- | --------------- | ------------------ | ---------- | ---------- | ---------------------------- | ---------- | ---------- | ---------- |
| Interconferencias  |            |                 |                    |            |            |                              |            |            |            |
| Local              | Resultado  | Visitante       | Estadio            | Fecha      | Hora       | TV                           |            |            |            |
| Árabe Unido        | 1 - 4      | Independiente   | Los Andes          | 5 de abril | 20:00      | Archivo:Tigo Sports logo.svg |            |            |            |
| Potros del Este    | 2 - 3      | San Francisco   | Javier Cruz        | 6 de abril | 16:00      | Archivo:Tigo Sports logo.svg |            |            |            |
| Universitario      | 0 - 4      | Plaza Amador    | Universidad Latina | 6 de abril | 18:15      |                              |            |            |            |
| Umecit             | 1 - 2      | Tauro           | Atalaya            | 6 de abril | 20:30      | Archivo:Tigo Sports logo.svg |            |            |            |
| Alianza            | 3 - 2      | Veraguas United | Javier Cruz        | 7 de abril | 16:00      |                              |            |            |            |
| Herrera            | 1 - 1      | Sporting SM     | Atalaya            | 7 de abril | 18:15      | Archivo:Tigo Sports logo.svg |            |            |            |
| Total de goles: 24 |            |                 |                    |            |            |                              |            |            |            |

| Jornada 12         | Jornada 12 | Jornada 12    | Jornada 12                | Jornada 12  | Jornada 12 | Jornada 12                   | Jornada 12 | Jornada 12 | Jornada 12 |
| ------------------ | ---------- | ------------- | ------------------------- | ----------- | ---------- | ---------------------------- | ---------- | ---------- | ---------- |
| Conferencia Este   |            |               |                           |             |            |                              |            |            |            |
| Local              | Resultado  | Visitante     | Estadio                   | Fecha       | Hora       | TV                           |            |            |            |
| Potros del Este    | 4 - 2      | Árabe Unido   | Javier Cruz               | 13 de abril | 16:00      |                              |            |            |            |
| Sporting SM        | 2 - 1      | Tauro         | Los Andes                 | 13 de abril | 20:30      | Archivo:Tigo Sports logo.svg |            |            |            |
| Plaza Amador       | 1 - 1      | Alianza       | Javier Cruz               | 14 de abril | 16:00      |                              |            |            |            |
| Conferencia Oeste  |            |               |                           |             |            |                              |            |            |            |
| Local              | Resultado  | Visitante     | Estadio                   | Fecha       | Hora       | TV                           |            |            |            |
| San Francisco      | 3 - 1      | Independiente | Agustín "Muquita" Sánchez | 12 de abril | 20:00      | Archivo:Tigo Sports logo.svg |            |            |            |
| Veraguas United    | 2 - 1      | Umecit        | Atalaya                   | 13 de abril | 18:15      | Archivo:Tigo Sports logo.svg |            |            |            |
| Universitario      | 1 - 2      | Herrera       | Universidad Latina        | 14 de abril | 18:15      | Archivo:Tigo Sports logo.svg |            |            |            |
| Total de goles: 21 |            |               |                           |             |            |                              |            |            |            |

| Jornada 13         | Jornada 13 | Jornada 13      | Jornada 13                | Jornada 13  | Jornada 13 | Jornada 13                   | Jornada 13 | Jornada 13 | Jornada 13 |
| ------------------ | ---------- | --------------- | ------------------------- | ----------- | ---------- | ---------------------------- | ---------- | ---------- | ---------- |
| Conferencia Este   |            |                 |                           |             |            |                              |            |            |            |
| Local              | Resultado  | Visitante       | Estadio                   | Fecha       | Hora       | TV                           |            |            |            |
| Tauro              | 2 - 0      | Árabe Unido     | Javier Cruz               | 16 de abril | 16:00      | Archivo:Tigo Sports logo.svg |            |            |            |
| Plaza Amador       | 1 - 2      | Sporting SM     | Agustín "Muquita" Sánchez | 16 de abril | 18:15      |                              |            |            |            |
| Potros del Este    | 0 - 0      | Alianza         | Javier Cruz               | 17 de abril | 16:00      |                              |            |            |            |
| Conferencia Oeste  |            |                 |                           |             |            |                              |            |            |            |
| Local              | Resultado  | Visitante       | Estadio                   | Fecha       | Hora       | TV                           |            |            |            |
| Universitario      | 0 - 1      | San Francisco   | Universidad Latina        | 16 de abril | 20:30      | Archivo:Tigo Sports logo.svg |            |            |            |
| Herrera            | 2 - 1      | Umecit          | Atalaya                   | 17 de abril | 18:15      | Archivo:Tigo Sports logo.svg |            |            |            |
| Independiente      | 3 - 1      | Veraguas United | Agustín "Muquita" Sánchez | 17 de abril | 20:30      | Archivo:Tigo Sports logo.svg |            |            |            |
| Total de goles: 13 |            |                 |                           |             |            |                              |            |            |            |

| Jornada 14         | Jornada 14 | Jornada 14      | Jornada 14                | Jornada 14  | Jornada 14 | Jornada 14                   | Jornada 14 | Jornada 14 | Jornada 14 |
| ------------------ | ---------- | --------------- | ------------------------- | ----------- | ---------- | ---------------------------- | ---------- | ---------- | ---------- |
| Conferencia Este   |            |                 |                           |             |            |                              |            |            |            |
| Local              | Resultado  | Visitante       | Estadio                   | Fecha       | Hora       | TV                           |            |            |            |
| Árabe Unido        | 0 - 2      | Alianza         | Agustín "Muquita" Sánchez | 19 de abril | 20:00      | Archivo:Tigo Sports logo.svg |            |            |            |
| Plaza Amador       | 0 - 3      | Tauro           | COS Sports Plaza          | 20 de abril | 20:30      | Archivo:Tigo Sports logo.svg |            |            |            |
| Sporting SM        | 3 - 2      | Potros del Este | Los Andes                 | 21 de abril | 18:15      |                              |            |            |            |
| Conferencia Oeste  |            |                 |                           |             |            |                              |            |            |            |
| Local              | Resultado  | Visitante       | Estadio                   | Fecha       | Hora       | TV                           |            |            |            |
| Herrera            | 0 - 1      | San Francisco   | Atalaya                   | 20 de abril | 16:00      |                              |            |            |            |
| Universitario      | 2 - 1      | Veraguas United | Universidad Latina        | 20 de abril | 18:15      | Archivo:Tigo Sports logo.svg |            |            |            |
| Umecit             | 0 - 0      | Independiente   | Atalaya                   | 21 de abril | 16:00      | Archivo:Tigo Sports logo.svg |            |            |            |
| Total de goles: 14 |            |                 |                           |             |            |                              |            |            |            |

| Jornada 15         | Jornada 15 | Jornada 15      | Jornada 15                | Jornada 15  | Jornada 15 | Jornada 15                    | Jornada 15 | Jornada 15 | Jornada 15 |
| ------------------ | ---------- | --------------- | ------------------------- | ----------- | ---------- | ----------------------------- | ---------- | ---------- | ---------- |
| Conferencia Este   |            |                 |                           |             |            |                               |            |            |            |
| Local              | Resultado  | Visitante       | Estadio                   | Fecha       | Hora       | TV                            |            |            |            |
| Árabe Unido        | 1 - 1      | Sporting SM     | Javier Cruz               | 27 de abril | 16:00      |                               |            |            |            |
| Potros del Este    | 1 - 0      | Plaza Amador    | Los Andes                 | 27 de abril | 20:00      | Archivo:Tigo Sports logo.svg  |            |            |            |
| Tauro              | 0 - 0      | Alianza         | Agustín "Muquita" Sánchez | 27 de abril | 20:00      | Archivo:Tigo Sports logo.svg+ |            |            |            |
| Conferencia Oeste  |            |                 |                           |             |            |                               |            |            |            |
| Local              | Resultado  | Visitante       | Estadio                   | Fecha       | Hora       | TV                            |            |            |            |
| Umecit             | 1 - 0      | San Francisco   | Atalaya                   | 27 de abril | 16:00      | Archivo:Tigo Sports logo.svg  |            |            |            |
| Independiente      | 2 - 1      | Universitario   | Agustín "Muquita" Sánchez | 27 de abril | 16:00      | Archivo:Tigo Sports logo.svg+ |            |            |            |
| Herrera            | 4 - 3      | Veraguas United | Virgilio Tejeira          | 27 de abril | 16:00      |                               |            |            |            |
| Total de goles: 14 |            |                 |                           |             |            |                               |            |            |            |

| Jornada 16        | Jornada 16 | Jornada 16      | Jornada 16                | Jornada 16 | Jornada 16 | Jornada 16                    | Jornada 16 | Jornada 16 | Jornada 16 |
| ----------------- | ---------- | --------------- | ------------------------- | ---------- | ---------- | ----------------------------- | ---------- | ---------- | ---------- |
| Conferencia Este  |            |                 |                           |            |            |                               |            |            |            |
| Local             | Resultado  | Visitante       | Estadio                   | Fecha      | Hora       | TV                            |            |            |            |
| Plaza Amador      | 1 - 0      | Árabe Unido     | COS Sports Plaza          | 2 de mayo  | 16:00      |                               |            |            |            |
| Tauro             | 0 - 0      | Potros del Este | Agustín "Muquita" Sánchez | 2 de mayo  | 16:00      | Archivo:Tigo Sports logo.svg  |            |            |            |
| Alianza           | 0 - 1      | Sporting SM     | Javier Cruz               | 2 de mayo  | 16:00      | Archivo:Tigo Sports logo.svg+ |            |            |            |
| Conferencia Oeste |            |                 |                           |            |            |                               |            |            |            |
| Local             | Resultado  | Visitante       | Estadio                   | Fecha      | Hora       | TV                            |            |            |            |
| Independiente     | 1 - 0      | Herrera         | Agustín "Muquita" Sánchez | 2 de mayo  | 20:00      | Archivo:Tigo Sports logo.svg+ |            |            |            |
| Veraguas United   | 0 - 1      | San Francisco   | Atalaya                   | 2 de mayo  | 20:00      |                               |            |            |            |
| Umecit            | 1 - 1      | Universitario   | Los Andes                 | 2 de mayo  | 20:00      | Archivo:Tigo Sports logo.svg  |            |            |            |
| Total de goles: 6 |            |                 |                           |            |            |                               |            |            |            |

## Fase Final
|  | Play-Offs 11 y 12 de mayo | Play-Offs 11 y 12 de mayo | Play-Offs 11 y 12 de mayo |                   |   | Semifinales 18 de mayo (Ida) 24 y 25 de mayo (Vuelta) | Semifinales 18 de mayo (Ida) 24 y 25 de mayo (Vuelta) | Semifinales 18 de mayo (Ida) 24 y 25 de mayo (Vuelta) | Semifinales 18 de mayo (Ida) 24 y 25 de mayo (Vuelta) | Semifinales 18 de mayo (Ida) 24 y 25 de mayo (Vuelta) |  |       | Final Clausura 1 de junio | Final Clausura 1 de junio | Final Clausura 1 de junio |  |
|  |                           |                           |                           |                   |   |                                                       |                                                       |                                                       |                                                       |                                                       |  |       |                           |                           |                           |  |
|  |                           |                           |                           |                   |   |                                                       |                                                       |                                                       |                                                       |                                                       |  |       |                           |                           |                           |  |
|  |                           |                           |                           |                   |   |                                                       |                                                       |                                                       |                                                       |                                                       |  |       |                           |                           |                           |  |
|  |                           |                           |                           |                   |   |                                                       |                                                       |                                                       |                                                       |                                                       |  |       |                           |                           |                           |  |
|  |                           |                           |                           |                   |   |                                                       |                                                       |                                                       |                                                       |                                                       |  |       |                           |                           |                           |  |
|  |                           | 1.ºCO                     | San Francisco F.C.        | 1                 | 0 | 1                                                     |                                                       |                                                       |                                                       |                                                       |  |       |                           |                           |                           |  |
|  |                           |                           |                           | 1                 | 0 | 1                                                     |                                                       |                                                       |                                                       |                                                       |  |       |                           |                           |                           |  |
|  |                           |                           | 2.ºCE                     | Tauro F.C.        | 2 | 0                                                     | 2                                                     |                                                       |                                                       |                                                       |  |       |                           |                           |                           |  |
|  | 2.ºCE                     | Tauro F.C.                | 2.ºCE                     | Tauro F.C.        | 2 | 0                                                     | 2                                                     | 4                                                     |                                                       |                                                       |  |       |                           |                           |                           |  |
|  | 2.ºCE                     | Tauro F.C.                |                           |                   |   |                                                       |                                                       |                                                       |                                                       |                                                       |  |       |                           |                           |                           |  |
|  | 3.ºCO                     | C.A. Independiente        | 1                         |                   |   |                                                       |                                                       |                                                       |                                                       |                                                       |  |       |                           |                           |                           |  |
|  | 3.ºCO                     | C.A. Independiente        | 1                         |                   |   |                                                       |                                                       |                                                       |                                                       |                                                       |  | 2.ºCE | Tauro F.C.                | 2                         |                           |  |
|  |                           |                           |                           |                   |   |                                                       |                                                       |                                                       |                                                       |                                                       |  | 2.ºCE | Tauro F.C.                | 2                         |                           |  |
|  |                           |                           | 3.ºCE                     | C.D. Plaza Amador | 0 |                                                       |                                                       |                                                       |                                                       |                                                       |  |       |                           |                           |                           |  |
|  |                           |                           | 3.ºCE                     | C.D. Plaza Amador | 0 |                                                       |                                                       |                                                       |                                                       |                                                       |  |       |                           |                           |                           |  |
|  |                           |                           |                           |                   |   |                                                       |                                                       |                                                       |                                                       |                                                       |  |       |                           |                           |                           |  |
|  |                           |                           |                           |                   |   |                                                       |                                                       |                                                       |                                                       |                                                       |  |       |                           |                           |                           |  |
|  |                           | 1.ºCE                     | Potros del Este           | 1                 | 0 | 1                                                     |                                                       |                                                       |                                                       |                                                       |  |       |                           |                           |                           |  |
|  |                           |                           |                           | 1                 | 0 | 1                                                     |                                                       |                                                       |                                                       |                                                       |  |       |                           |                           |                           |  |
|  |                           |                           | 3.ºCE                     | C.D. Plaza Amador | 1 | 1                                                     | 2                                                     |                                                       |                                                       |                                                       |  |       |                           |                           |                           |  |
|  | 2.ºCO                     | Herrera F.C.              | 3.ºCE                     | C.D. Plaza Amador | 1 | 1                                                     | 2                                                     | 1                                                     |                                                       |                                                       |  |       |                           |                           |                           |  |
|  | 2.ºCO                     | Herrera F.C.              |                           |                   |   |                                                       |                                                       |                                                       |                                                       |                                                       |  |       |                           |                           |                           |  |
|  | 3.ºCE                     | C.D. Plaza Amador         | 2                         |                   |   |                                                       |                                                       |                                                       |                                                       |                                                       |  |       |                           |                           |                           |  |
|  | 3.ºCE                     | C.D. Plaza Amador         | 2                         |                   |   |                                                       |                                                       |                                                       |                                                       |                                                       |  |       |                           |                           |                           |  |
|  |                           |                           |                           |                   |   |                                                       |                                                       |                                                       |                                                       |                                                       |  |       |                           |                           |                           |  |

### Repechajes

#### Tauro F. C. - C. A. Independiente
| Play-Off; 11 de mayo de 2024; 15:00 Archivo:Tigo Sports logo.svg | Tauro FC                                | 4:1 (2:0) | CA Independiente | Estadio Javier Cruz, Ciudad de Panamá, Panamá |                          |
|                                                                  | O. Browne 35' 75' · C. Quintero 47' 82' | Reporte   | 50' R. Dinolis   | Árbitro(s): Jorge Negrón                      | Árbitro(s): Jorge Negrón |

#### Herrera F. C. - C. D. Plaza Amador
| Play-Off; 12 de mayo de 2024; 17:00 Archivo:Tigo Sports logo.svg | Herrera FC       | 1:2 (1:1) | CD Plaza Amador   | Estadio de Atalaya, Atalaya, Veraguas |                         |
|                                                                  | R. Villareal 25' | Reporte   | 9' 78' G. Negrete | Árbitro(s): Jorge Leira               | Árbitro(s): Jorge Leira |

### Semifinales

#### San Francisco  F. C. - Tauro F. C.
| Ida; 18 de mayo de 2024; 16:00 Archivo:Tigo Sports logo.svg | Tauro FC                   | 2:1     | San Francisco FC | Estadio Javier Cruz, Ciudad de Panamá, Panamá |                            |
|                                                             | O. Browne 6' · Y. Díaz 34' | Reporte | 39' R. Clarke    | Árbitro(s): Fernando Morón                    | Árbitro(s): Fernando Morón |

| Vuelta; 24 de mayo de 2024; 20:30 Archivo:Tigo Sports logo.svg | San Francisco FC | 0:0 (Global 1:2) | Tauro FC | Estadio Agustín Muquita Sánchez, La Chorrera, Panamá Oeste |                          |
|                                                                |                  | Reporte          |          | Árbitro(s): Jorge Negrón                                   | Árbitro(s): Jorge Negrón |

#### Potros del Este - C. D. Plaza Amador
| Ida; 18 de mayo de 2024; 20:00 Archivo:Tigo Sports logo.svg | CD Plaza Amador | 1:1 (0:1) | Potros del Este | COS Sports Plaza, Ciudad de Panamá, Panamá |                            |
|                                                             |                 | Reporte   |                 | Árbitro(s): Oliver Vergara                 | Árbitro(s): Oliver Vergara |

| Vuelta; 25 de mayo de 2024; 20:00 Archivo:Tigo Sports logo.svg | Potros del Este | 0:1 (Global 1:2) | CD Plaza Amador | Estadio Los Andes, San Miguelito, Panamá |                         |
|                                                                |                 | Reporte          | 26' E. Espinosa | Árbitro(s): Jorge Leira                  | Árbitro(s): Jorge Leira |

### Final

#### Tauro F. C. - C. D. Plaza Amador
| Final; 1 de junio de 2024; 19:15 Archivo:Tigo Sports logo.svg | Tauro FC                  | 2:0     | CD Plaza Amador | Estadio Rommel Fernández, Juan Díaz, Panamá                |                                                            |
|                                                               | Y. Díaz 50' · Á. Díaz 88' | Reporte |                 | Asistencia: 17,273 espectadores Árbitro(s): Fernando Morón | Asistencia: 17,273 espectadores Árbitro(s): Fernando Morón |

| 12    | POR   | Álex Rodríguez    |     |
| 3     | DEF   | Rodolfo Rodríguez |     |
| 24    | DEF   | Roberto Chen      | 74' |
| 25    | DEF   | Jan Vargas        |     |
| 28    | DEF   | Ángel Díaz        |     |
| 6     | MED   | Irving Gudiño     |     |
| 16    | MED   | Rudy Yearwood     |     |
| 23    | MED   | Moisés Véliz      |     |
| 21    | DEL   | Ramsés de León    | 62' |
| 14    | DEL   | Yilton Díaz       | 59' |
| 99    | DEL   | Omar Browne       | 74' |
| D. T. | D. T. | Felipe Baloy      |     |

| 1     | POR   | Jaime De Gracia     |     |
| 2     | DEF   | José Matos          |     |
| 4     | DEF   | Jimar Sánchez       |     |
| 18    | DEF   | Julio Rodríguez     |     |
| 5     | MED   | Daniel Aparicio     | 64' |
| 14    | MED   | Abdul Knight        | 74' |
| 19    | MED   | Alberto Quintero    |     |
| 30    | MED   | Anel Ryce           | 64' |
| 11    | DEL   | Ricardo Phillips JR |     |
| 23    | DEL   | Mijahir Jiménez     | 46' |
| 29    | DEL   | Ovidio López        |     |
| D. T. | D. T. | Mario Méndez        |     |

| 77 | Centrocampista | Yair Jaén         | 59' |
| 10 | Delantero      | Cristian Quintero | 62' |
| 2  | Defensa        | Camilo Villegas   | 74' |
| 15 | Centrocampista | Nicholas Anderson | 74' |

| 20 | Delantero      | Edgar Espinosa   | 46' |
| 22 | Centrocampista | Juan González    | 64' |
| 15 | Centrocampista | Joelkin Córdoba  | 64' |
| 10 | Centrocampista | Ricardo Buitrago | 74' |

| 50' · 88' | Yilton Díaz Ángel Díaz | 2 |

| 37' · 47' | Ángel Díaz Yilton Díaz |

| 52' · 67' | Jimar Sánchez Joelkin Córdoba |

| Principal  | Fernando Morón     |
| Asistentes | Alejandro Camarena |
|            | Andrés Vargas      |
| Cuarto     | Oliver Vergara     |
| Quinto     | Héctor Vergara     |

| 12    | POR   | Álex Rodríguez    |     |
| 3     | DEF   | Rodolfo Rodríguez |     |
| 24    | DEF   | Roberto Chen      | 74' |
| 25    | DEF   | Jan Vargas        |     |
| 28    | DEF   | Ángel Díaz        |     |
| 6     | MED   | Irving Gudiño     |     |
| 16    | MED   | Rudy Yearwood     |     |
| 23    | MED   | Moisés Véliz      |     |
| 21    | DEL   | Ramsés de León    | 62' |
| 14    | DEL   | Yilton Díaz       | 59' |
| 99    | DEL   | Omar Browne       | 74' |
| D. T. | D. T. | Felipe Baloy      |     |

| 1     | POR   | Jaime De Gracia     |     |
| 2     | DEF   | José Matos          |     |
| 4     | DEF   | Jimar Sánchez       |     |
| 18    | DEF   | Julio Rodríguez     |     |
| 5     | MED   | Daniel Aparicio     | 64' |
| 14    | MED   | Abdul Knight        | 74' |
| 19    | MED   | Alberto Quintero    |     |
| 30    | MED   | Anel Ryce           | 64' |
| 11    | DEL   | Ricardo Phillips JR |     |
| 23    | DEL   | Mijahir Jiménez     | 46' |
| 29    | DEL   | Ovidio López        |     |
| D. T. | D. T. | Mario Méndez        |     |

| 77 | Centrocampista | Yair Jaén         | 59' |
| 10 | Delantero      | Cristian Quintero | 62' |
| 2  | Defensa        | Camilo Villegas   | 74' |
| 15 | Centrocampista | Nicholas Anderson | 74' |

| 20 | Delantero      | Edgar Espinosa   | 46' |
| 22 | Centrocampista | Juan González    | 64' |
| 15 | Centrocampista | Joelkin Córdoba  | 64' |
| 10 | Centrocampista | Ricardo Buitrago | 74' |

| 50' · 88' | Yilton Díaz Ángel Díaz | 2 |

| 37' · 47' | Ángel Díaz Yilton Díaz |

| 52' · 67' | Jimar Sánchez Joelkin Córdoba |

| Principal  | Fernando Morón     |
| Asistentes | Alejandro Camarena |
|            | Andrés Vargas      |
| Cuarto     | Oliver Vergara     |
| Quinto     | Héctor Vergara     |

| 12    | POR   | Álex Rodríguez    |     |
| 3     | DEF   | Rodolfo Rodríguez |     |
| 24    | DEF   | Roberto Chen      | 74' |
| 25    | DEF   | Jan Vargas        |     |
| 28    | DEF   | Ángel Díaz        |     |
| 6     | MED   | Irving Gudiño     |     |
| 16    | MED   | Rudy Yearwood     |     |
| 23    | MED   | Moisés Véliz      |     |
| 21    | DEL   | Ramsés de León    | 62' |
| 14    | DEL   | Yilton Díaz       | 59' |
| 99    | DEL   | Omar Browne       | 74' |
| D. T. | D. T. | Felipe Baloy      |     |

| 1     | POR   | Jaime De Gracia     |     |
| 2     | DEF   | José Matos          |     |
| 4     | DEF   | Jimar Sánchez       |     |
| 18    | DEF   | Julio Rodríguez     |     |
| 5     | MED   | Daniel Aparicio     | 64' |
| 14    | MED   | Abdul Knight        | 74' |
| 19    | MED   | Alberto Quintero    |     |
| 30    | MED   | Anel Ryce           | 64' |
| 11    | DEL   | Ricardo Phillips JR |     |
| 23    | DEL   | Mijahir Jiménez     | 46' |
| 29    | DEL   | Ovidio López        |     |
| D. T. | D. T. | Mario Méndez        |     |

| 77 | Centrocampista | Yair Jaén         | 59' |
| 10 | Delantero      | Cristian Quintero | 62' |
| 2  | Defensa        | Camilo Villegas   | 74' |
| 15 | Centrocampista | Nicholas Anderson | 74' |

| 20 | Delantero      | Edgar Espinosa   | 46' |
| 22 | Centrocampista | Juan González    | 64' |
| 15 | Centrocampista | Joelkin Córdoba  | 64' |
| 10 | Centrocampista | Ricardo Buitrago | 74' |

| 50' · 88' | Yilton Díaz Ángel Díaz | 2 |

| 37' · 47' | Ángel Díaz Yilton Díaz |

| 52' · 67' | Jimar Sánchez Joelkin Córdoba |

| Principal  | Fernando Morón     |
| Asistentes | Alejandro Camarena |
|            | Andrés Vargas      |
| Cuarto     | Oliver Vergara     |
| Quinto     | Héctor Vergara     |

| 12    | POR   | Álex Rodríguez    |     |
| 3     | DEF   | Rodolfo Rodríguez |     |
| 24    | DEF   | Roberto Chen      | 74' |
| 25    | DEF   | Jan Vargas        |     |
| 28    | DEF   | Ángel Díaz        |     |
| 6     | MED   | Irving Gudiño     |     |
| 16    | MED   | Rudy Yearwood     |     |
| 23    | MED   | Moisés Véliz      |     |
| 21    | DEL   | Ramsés de León    | 62' |
| 14    | DEL   | Yilton Díaz       | 59' |
| 99    | DEL   | Omar Browne       | 74' |
| D. T. | D. T. | Felipe Baloy      |     |

| 1     | POR   | Jaime De Gracia     |     |
| 2     | DEF   | José Matos          |     |
| 4     | DEF   | Jimar Sánchez       |     |
| 18    | DEF   | Julio Rodríguez     |     |
| 5     | MED   | Daniel Aparicio     | 64' |
| 14    | MED   | Abdul Knight        | 74' |
| 19    | MED   | Alberto Quintero    |     |
| 30    | MED   | Anel Ryce           | 64' |
| 11    | DEL   | Ricardo Phillips JR |     |
| 23    | DEL   | Mijahir Jiménez     | 46' |
| 29    | DEL   | Ovidio López        |     |
| D. T. | D. T. | Mario Méndez        |     |

| 77 | Centrocampista | Yair Jaén         | 59' |
| 10 | Delantero      | Cristian Quintero | 62' |
| 2  | Defensa        | Camilo Villegas   | 74' |
| 15 | Centrocampista | Nicholas Anderson | 74' |

| 20 | Delantero      | Edgar Espinosa   | 46' |
| 22 | Centrocampista | Juan González    | 64' |
| 15 | Centrocampista | Joelkin Córdoba  | 64' |
| 10 | Centrocampista | Ricardo Buitrago | 74' |

| 50' · 88' | Yilton Díaz Ángel Díaz | 2 |

| 37' · 47' | Ángel Díaz Yilton Díaz |

| 52' · 67' | Jimar Sánchez Joelkin Córdoba |

| Principal  | Fernando Morón     |
| Asistentes | Alejandro Camarena |
|            | Andrés Vargas      |
| Cuarto     | Oliver Vergara     |
| Quinto     | Héctor Vergara     |

|                                |
| Tauro F.C. Campeón 17.° título |

## Estadísticas

### Máximos goleadores
Lista con los máximos goleadores de la competencia.
| 1.º                                      |  | Yilton Díaz         | Tauro F.C.            | 9 |
| 2.º                                      |  | Víctor Ávila        | C.A. Independiente    | 8 |
| 3.º                                      |  | Alexis Cundumí      | Veraguas United F. C. | 7 |
| 4.º                                      |  | Ronnie Villareal    | Herrera F.C.          | 6 |
| 4.º                                      |  | Everardo Rose       | C.D. Universitario    | 6 |
| 4.º                                      |  | Ricardo Phillips JR | C.D. Plaza Amador     | 6 |
| 4.º                                      |  | Ovidio López        | C.D. Plaza Amador     | 6 |
| 4.º                                      |  | Ronaldo Córdoba     | Herrera F.C.          | 6 |
| 5.º                                      |  | Edson Samms         | Herrera F.C.          | 5 |
| 6.º                                      |  | Omar Browne         | Tauro F.C.            | 4 |
| 6.º                                      |  | Omar Hinestroza     | C.D. Universitario    | 4 |
| 6.º                                      |  | Gabriel Torres      | Sporting S.M.         | 4 |
| 6.º                                      |  | Ángel Caicedo       | Herrera F.C.          | 4 |
| 6.º                                      |  | Alessandro Canales  | Potros del Este       | 4 |
| 6.º                                      |  | Bayron Walters      | Potros del Este       | 4 |
| 7.º                                      |  | Yoameth Murillo     | Potros del Este       | 3 |
| 7.º                                      |  | Cristian Quintero   | Tauro F.C.            | 3 |
| 7.º                                      |  | Ronaldo Dinolis     | C.A. Independiente    | 3 |
| 7.º                                      |  | Davis Contreras     | C.A. Independiente    | 3 |
| 7.º                                      |  | Rolando Blackburn   | Umecit F. C.          | 3 |
| 7.º                                      |  | Isaías Soto         | San Francisco F. C.   | 3 |
| 7.º                                      |  | Sean Christie       | Veraguas United F. C. | 3 |
| 7.º                                      |  | Ricardo Ávila       | Umecit F. C.          | 3 |
| 7.º                                      |  | Joshua Gallardo     | Potros del Este       | 3 |
| 7.º                                      |  | Aldair McKenzie     | Alianza F.C.          | 3 |
| 7.º                                      |  | Rafael Emanuel      | C.D. Árabe Unido      | 3 |
| 7.º                                      |  | Jhamal Rodríguez    | San Francisco F. C.   | 3 |
| 7.º                                      |  | Luis Zúñiga         | San Francisco F. C.   | 3 |
| 7.º                                      |  | Amable Pinzón       | Veraguas United F. C. | 3 |
| 7.º                                      |  | Ramsés De León      | Tauro F.C.            | 3 |
| 7.º                                      |  | Ángel Ortega        | Potros del Este       | 3 |
| 8.º                                      |  | Edgar Espinosa      | C.D. Plaza Amador     | 2 |
| 8.º                                      |  | Ricardo Clarke      | San Francisco F. C.   | 2 |
| 8.º                                      |  | Gerardo Negrete     | C.D. Plaza Amador     | 2 |
| 8.º                                      |  | Joel Barría         | Sporting S.M.         | 2 |
| 8.º                                      |  | Rolando Gumbs       | Sporting S.M.         | 2 |
| 8.º                                      |  | Valentín Pimentel   | Sporting S.M.         | 2 |
| 8.º                                      |  | Ricardo Gorday      | Tauro F.C.            | 2 |
| 8.º                                      |  | Joel Guevara        | C.D. Universitario    | 2 |
| 8.º                                      |  | Maikell Díaz        | Alianza F.C.          | 2 |
| 8.º                                      |  | Guido Rouse         | C.A. Independiente    | 2 |
| 8.º                                      |  | Samuel Batchelor    | C.D. Universitario    | 2 |
| 8.º                                      |  | Alcides Díaz        | Alianza F.C.          | 2 |
| 8.º                                      |  | Emmanuel Chanis     | Umecit F. C.          | 2 |
| 8.º                                      |  | Darwin Pinzón       | San Francisco F. C.   | 2 |
| 8.º                                      |  | Porfirio Ávila      | Herrera F.C.          | 2 |
| 8.º                                      |  | Jan Vargas          | Tauro F.C.            | 2 |
| 8.º                                      |  | Gabriel Brown       | C.D. Árabe Unido      | 2 |
| 8.º                                      |  | Juan Ospina         | Tauro F.C.            | 2 |
| 8.º                                      |  | Heuyín Guardia      | Alianza F.C.          | 2 |
| 8.º                                      |  | Daniel Aparicio     | C.D. Plaza Amador     | 2 |
| 8.º                                      |  | Rolando Herrera     | Sporting S.M.         | 2 |
| 8.º                                      |  | Juan Sagel          | Veraguas United F. C. | 2 |
| 9.º                                      |  | Alberto Quintero    | C.D. Plaza Amador     | 1 |
| 9.º                                      |  | Enrique Marchasen   | C.D. Universitario    | 1 |
| 9.º                                      |  | José González       | C.D. Plaza Amador     | 1 |
| 9.º                                      |  | Vlair Simmons       | Potros del Este       | 1 |
| 9.º                                      |  | Giovany Herbert     | C.D. Árabe Unido      | 1 |
| 9.º                                      |  | Axel McKenzie       | Sporting S.M.         | 1 |
| 9.º                                      |  | Sergio Ramírez      | C.A. Independiente    | 1 |
| 9.º                                      |  | Carlos Rivera       | San Francisco F. C.   | 1 |
| 9.º                                      |  | Alexis Corpas       | Sporting S.M.         | 1 |
| 9.º                                      |  | Diego Grisales      | Herrera F.C.          | 1 |
| 9.º                                      |  | Guillermo Benítez   | Potros del Este       | 1 |
| 9.º                                      |  | Manuel Sierra       | C.D. Árabe Unido      | 1 |
| 9.º                                      |  | Orman Davis         | C.A. Independiente    | 1 |
| 9.º                                      |  | Oliver Cawthorne    | Alianza F.C.          | 1 |
| 9.º                                      |  | Eber Díaz           | Veraguas United F. C. | 1 |
| 9.º                                      |  | Jesús Cano          | Alianza F.C.          | 1 |
| 9.º                                      |  | Ricardo Buitrago    | C.D. Plaza Amador     | 1 |
| 9.º                                      |  | Moisés Garibaldo    | San Francisco F. C.   | 1 |
| 9.º                                      |  | Aimar Modelo        | C.A. Independiente    | 1 |
| 9.º                                      |  | Jafet Obando        | C.A. Independiente    | 1 |
| 9.º                                      |  | Alberto Saldaña     | Umecit F. C.          | 1 |
| 9.º                                      |  | Vlair Simmons       | Potros del Este       | 1 |
| 9.º                                      |  | Jefferson Pinilla   | Herrera F.C.          | 1 |
| 9.º                                      |  | Yeison Ramírez      | San Francisco F. C.   | 1 |
| 9.º                                      |  | Camilo Villegas     | Tauro F.C.            | 1 |
| 9.º                                      |  | Luis Dean           | C.D. Universitario    | 1 |
| 9.º                                      |  | Víctor Simmons      | Potros del Este       | 1 |
| 9.º                                      |  | Octavio Reefer      | Umecit F. C.          | 1 |
| 9.º                                      |  | Samir Díaz          | C.D. Plaza Amador     | 1 |
| 9.º                                      |  | Mijahir Jiménez     | C.D. Plaza Amador     | 1 |
| 9.º                                      |  | Julio Rodríguez     | C.D. Plaza Amador     | 1 |
| 9.º                                      |  | Martin Jiménez      | Veraguas United F. C. | 1 |
| 9.º                                      |  | Carlos Ávila        | C.A. Independiente    | 1 |
| 9.º                                      |  | Jorge Clement       | C.A. Independiente    | 1 |
| 9.º                                      |  | Abdiel Rodríguez    | Sporting S.M.         | 1 |
| 9.º                                      |  | Harold Cummings     | C.D. Árabe Unido      | 1 |
| 9.º                                      |  | Alberto García      | Herrera F.C.          | 1 |
| 9.º                                      |  | Rolando Rodríguez   | Alianza F.C.          | 1 |
| 9.º                                      |  | Luis Cañate         | C.D. Universitario    | 1 |
| 9.º                                      |  | Dilan Herbert       | C.D. Universitario    | 1 |
| 9.º                                      |  | César Medina        | Alianza F.C.          | 1 |
| 9.º                                      |  | Braian Guevara      | C.D. Árabe Unido      | 1 |
| 9.º                                      |  | Eric Vásquez        | Umecit F. C.          | 1 |
| 9.º                                      |  | Miguel Camargo      | San Francisco F. C.   | 1 |
| 9.º                                      |  | Mario Breary        | C.D. Árabe Unido      | 1 |
| 9.º                                      |  | Jonathan Ceceña     | C.D. Árabe Unido      | 1 |
| 9.º                                      |  | Edgar Góndola       | San Francisco F. C.   | 1 |
| 9.º                                      |  | Juan Herrera        | Veraguas United F. C. | 1 |
| 9.º                                      |  | Allan Saldaña       | Alianza F.C.          | 1 |
| 9.º                                      |  | Reyniel Perdomo     | Alianza F.C.          | 1 |
| 9.º                                      |  | Gabriel Chiari      | Alianza F.C.          | 1 |
| 9.º                                      |  | Anderson Gómez      | Potros del Este       | 1 |
| 9.º                                      |  | Yair Jaén           | Tauro F.C.            | 1 |
| 9.º                                      |  | William Quinto      | Herrera F.C.          | 1 |
| 9.º                                      |  | Armando Dely        | Herrera F.C.          | 1 |
| 9.º                                      |  | José Matos          | C.D. Plaza Amador     | 1 |
| 9.º                                      |  | Héctor Hurtado      | C.A. Independiente    | 1 |
| 9.º                                      |  | Jorlian Sánchez     | Sporting S.M.         | 1 |
| 9.º                                      |  | Ezequiel Gómez      | Umecit F. C.          | 1 |
| 9.º                                      |  | Jesús Araya         | Umecit F. C.          | 1 |
| 9.º                                      |  | Andrés Palmezano    | Umecit F. C.          | 1 |
| 9.º                                      |  | Martin Ruiz         | San Francisco F. C.   | 1 |
| 9.º                                      |  | Eiver Flórez        | Herrera F.C.          | 1 |
| 9.º                                      |  | Alcides De los Ríos | Potros del Este       | 1 |
| Última actualización: 1 de junio de 2024 |  |                     |                       |   |

### Galardones por jornada
| Jornada | Posición        | Jugador             | Equipo                |
| ------- | --------------- | ------------------- | --------------------- |
| 1       |                 | Eiver Flórez        | Herrera F.C.          |
| 2       |                 | Ramsés De León      | Tauro F.C.            |
| 3       |                 | Juan Sagel          | Veraguas United F. C. |
| 4       |                 | Everardo Rose       | C.D. Universitario    |
| 5       | Ronaldo Córdoba | Herrera F.C.        |                       |
| 6       |                 | Reynaldiño Verley   | Alianza F.C.          |
| 7       |                 | Marcos De León      | Veraguas United F. C. |
| 8       |                 | Julio Rodríguez     | C.D. Plaza Amador     |
| 9       |                 | Edson Samms         | Herrera F.C.          |
| 10      |                 | Yeison Ramírez      | San Francisco F. C.   |
| 11      |                 | Víctor Ávila        | C.A. Independiente    |
| 12      | Edson Samms     | Herrera F.C.        |                       |
| 13      | Edson Samms     | Herrera F.C.        |                       |
| 14      |                 | Kevin Melgar        | Alianza F.C.          |
| 15      |                 | Ronnie Villareal    | Herrera F.C.          |
| 16      | Isaías Soto     | San Francisco F. C. |                       |

## Tabla general

### Tabla Acumulada 2023-24
| Pos. | Equipo                | Pts. | PJ | G  | E  | P  | GF | GC | Dif. | Clasificación 2023-24 |
| ---- | --------------------- | ---- | -- | -- | -- | -- | -- | -- | ---- | --------------------- |
| 1    | C. A. Independiente   | 61   | 32 | 18 | 7  | 7  | 63 | 32 | +31  | Copa Centroamericana  |
| 2    | Tauro F. C.           | 60   | 32 | 17 | 9  | 6  | 49 | 25 | +24  | Copa Centroamericana  |
| 3    | San Francisco F. C.   | 56   | 32 | 16 | 8  | 8  | 37 | 28 | +9   | Copa Centroamericana  |
| 4    | Herrera F. C.         | 48   | 32 | 13 | 9  | 10 | 56 | 43 | +13  |                       |
| 5    | Alianza F. C.         | 47   | 32 | 12 | 11 | 9  | 34 | 37 | −3   |                       |
| 6    | Sporting S. M.        | 48   | 32 | 13 | 9  | 10 | 40 | 30 | +10  |                       |
| 7    | C. D. Plaza Amador    | 45   | 32 | 13 | 6  | 13 | 44 | 34 | +10  |                       |
| 8    | Potros del Este       | 45   | 32 | 12 | 9  | 11 | 42 | 45 | −3   |                       |
| 9    | C. D. Universitario   | 37   | 32 | 8  | 13 | 11 | 34 | 42 | −8   |                       |
| 10   | Deportivo Árabe Unido | 33   | 32 | 8  | 9  | 15 | 29 | 43 | −14  |                       |
| 11   | Umecit F. C.          | 31   | 32 | 8  | 7  | 17 | 31 | 40 | −9   |                       |
| 12   | Veraguas United F. C. | 9    | 16 | 2  | 3  | 11 | 20 | 31 | −11  | Último lugar.         |

Actualizado a los partidos jugados el 2 de mayo de 2024.
 Fuente: Liga Panameña de Fútbol.
Notas:
1. ↑  Campeón del Torneo Clausura 2023
2. ↑  Campeón del Torneo Apertura 2024
3. ↑  El partido contra el Árabe Unido le fue dado por perdido 0 a 3 por incumplir el reglamento (alineación indebida).
4. ↑  El partido contra el Sporting SM le fue dado por ganado 0 a 3 por incumplir el reglamento (alineación indebida).
5. ↑  El club no disputó el Torneo Clausura 2023 en la Primera División.